# Shorttrack-Europameisterschaften
Die Shorttrack-Europameisterschaften im Eisschnelllauf werden seit 1997 jährlich ausgetragen. Für Männer und Frauen gibt es jeweils vier Shorttrack-Einzelrennen sowie eine 5000-m- beziehungsweise 3000-m-Staffel. Bei den Einzelwettbewerben über 1500 m, 500 m, 1000 m sowie 3000 m können die Teilnehmer Punkte sammeln, die schließlich zum Mehrkampfergebnis addiert werden. Organisator der Rennen ist die Internationale Eislaufunion (ISU).

## Austragungsorte
| Jahr | Datum                        | Stadt            | Land                   |
| ---- | ---------------------------- | ---------------- | ---------------------- |
| 1997 | 17. Januar – 19. Januar 1997 | Malmö            | Schweden               |
| 1998 | 23. Januar – 25. Januar 1998 | Budapest         | Ungarn                 |
| 1999 | 22. Januar – 24. Januar 1999 | Oberstdorf       | Deutschland            |
| 2000 | 21. Januar – 23. Januar 2000 | Bormio           | Italien                |
| 2001 | 19. Januar – 21. Januar 2001 | Den Haag         | Niederlande            |
| 2002 | 11. Januar – 13. Januar 2002 | Grenoble         | Frankreich             |
| 2003 | 17. Januar – 19. Januar 2003 | Sankt Petersburg | Russland               |
| 2004 | 16. Januar – 18. Januar 2004 | Zoetermeer       | Niederlande            |
| 2005 | 14. Januar – 16. Januar 2005 | Turin            | Italien                |
| 2006 | 20. Januar – 22. Januar 2006 | Krynica-Zdrój    | Polen                  |
| 2007 | 19. Januar – 21. Januar 2007 | Sheffield        | Vereinigtes Königreich |
| 2008 | 18. Januar – 20. Januar 2008 | Ventspils        | Lettland               |
| 2009 | 16. Januar – 18. Januar 2009 | Turin            | Italien                |
| 2010 | 22. Januar – 24. Januar 2010 | Dresden          | Deutschland            |
| 2011 | 14. Januar – 16. Januar 2011 | Heerenveen       | Niederlande            |
| 2012 | 27. Januar – 29. Januar 2012 | Mladá Boleslav   | Tschechien             |
| 2013 | 18. Januar – 20. Januar 2013 | Malmö            | Schweden               |
| 2014 | 17. Januar – 19. Januar 2014 | Dresden          | Deutschland            |
| 2015 | 23. Januar – 25. Januar 2015 | Dordrecht        | Niederlande            |
| 2016 | 22. Januar – 24. Januar 2016 | Sotschi          | Russland               |
| 2017 | 13. Januar – 15. Januar 2017 | Turin            | Italien                |
| 2018 | 12. Januar – 14. Januar 2018 | Dresden          | Deutschland            |
| 2019 | 11. Januar – 13. Januar 2019 | Dordrecht        | Niederlande            |
| 2020 | 24. Januar – 26. Januar 2020 | Debrecen         | Ungarn                 |
| 2021 | 22. Januar – 24. Januar 2021 | Danzig           | Polen                  |
| 2023 | 13. Januar – 15. Januar 2023 | Danzig           | Polen                  |
| 2024 | 12. Januar – 14. Januar 2024 | Danzig           | Polen                  |
| 2025 | 17. Januar – 19. Januar 2025 | Dresden          | Deutschland            |

## Ablauf
Die vier Einzelrennen werden wie die Staffel in Vorläufen, Halbfinals und Finals ausgetragen. Dabei gibt es eine bestimmte Reihenfolge, die in der Liste dargestellt wird (Finals sind fettgedruckt):
- Freitag:
  - Vorläufe über 1500 m (Männer und Frauen)
  - Halbfinals über 1500 m (Männer und Frauen)
  - Finals über 1500 m (Männer und Frauen)
  - Vorläufe für die 5000-m-Staffel (Männer) und 3000-m-Staffel (Frauen)
- Samstag:
  - Preliminaries über 500 m (Männer und Frauen)
  - Vorläufe über 500 m (Männer und Frauen)
  - Viertelfinals über 500 m (Männer und Frauen)
  - Halbfinals über 500 m (Männer und Frauen)
  - Finals über 500 m (Männer und Frauen)
  - Halbfinals für die 5000-m-Staffel (Männer) und 3000-m-Staffel (Frauen)
- Sonntag:
  - Vorläufe über 1000 m (Männer und Frauen)
  - Viertelfinals über 1000 m (Männer und Frauen)
  - Halbfinals über 1000 m (Männer und Frauen)
  - Finals über 1000 m (Männer und Frauen)
  - Superfinals über 3000 m (Männer und Frauen)
  - Finals für die 5000-m-Staffel (Männer) und 3000-m-Staffel (Frauen)

## Reglement
In den Finals werden Punkte folgend verteilt:
- 1. Platz = 34 Punkte
- 2. Platz = 21 Punkte
- 3. Platz = 13 Punkte
- 4. Platz = 8 Punkte
- 5. Platz = 5 Punkte
- 6. Platz = 3 Punkte
- 7. Platz = 2 Punkte
- 8. Platz = 1 Punkt

Die Punktzahlen zweier aufeinanderfolgender Plätze werden also addiert, um die Punktzahl für den Rang zu erhalten, der eine Stelle über ihnen liegt.
Beim Superfinal über 3000 m werden jeweils nur die besten acht Shorttracker nach der Addition der Punkte aus den drei vorherigen Rennen zugelassen.

## Erfolgreichste Athleten
Sowohl Fabio Carta als auch Ewgenija Radanowa sind in allen fünf Disziplinen (Einzelstrecken und Mehrkampf) bei den Männern und Frauen jeweils die erfolgreichsten Athleten.